# Сухое (Карелия)
Сухо́е — село в составе Сумпосадского сельского поселения Беломорского района Республики Карелия.

## Общие сведения
Расположено на западном берегу Онежской губы Белого моря.
Железнодорожная станция линии Беломорск — Маленьга.

## История
Впервые Сухой Наволок упоминается в «Жалованной грамоте великого князя Ивана Васильевича Соловецкому монастырю на вотчину в Спасском погосте Выгозерского уезда» в 1539 году, по этой грамоте обители было пожаловано «13 луков по рекам Шижне и Выг и на Сухом Наволоке с деревнями».

## Достопримечательности
В селе расположен действующий храм Смоленской Божьей Матери 1899 года постройки, восстановленный в начале 2000-х годов.
Сохраняется мемориал в память сельчан, погибших в годы Великой Отечественной войны.

## Население
| 2002 | 2009 | 2010 | 2013 |
| ---- | ---- | ---- | ---- |
| 27   | ↘10  | ↗24  | ↘20  |